# Kepler-14
Kepler-14 — звезда в созвездии Лиры на расстоянии около 3196 световых лет от нас. Вокруг звезды обращается как минимум одна планета.